# Pteris rufescens
Pteris rufescens là một loài dương xỉ trong họ Pteridaceae. Loài này được Endl. mô tả khoa học đầu tiên năm 1842.
Danh pháp khoa học của loài này chưa được làm sáng tỏ. 